# キミがくれたもの (工藤静香の曲)
「キミがくれたもの」は、工藤静香の通算42枚目のシングル。2012年10月17日にポニーキャニオンから発売された。規格品番はPCCA-03696。

## 概要・背景
CDシングルのパッケージ作品は、「NIGHT WING／雪傘」（2008年11月5日発売、PCCA-70220）から約4年ぶりのシングル盤。1987年8月31日、シングル・レコード「禁断のテレパシー」（7A0764）でソロ歌手デビューしてから、2012年で25周年を迎えた記念作品のひとつ。約4年の歳月を経たシングル発売は、ソロ・デビュー以来最長のブランクとなった。
「キミがくれたもの」は、工藤が女性シンガーソングライターの絢香から初提供された楽曲で、同時に絢香が初めて他の歌手に提供をした楽曲である。工藤の全シングルA面楽曲のうち、作詞・作曲の両方を手がけたライターは専業作家・シンガーソングライターを含め、中島みゆき・河村隆一（ЯK）・YOSHIKIに続き4人目となる。なお、絢香はコーラスとしても参加している。テレビ東京系テレビアニメ『FAIRY TAIL』のエンディング・テーマ曲に使用された。テレビアニメのタイアップは、フジテレビ系『ドラゴンボールGT』エンディング・テーマ曲となった「Blue Velvet」（1997年5月28日発売）以来15年ぶりである。
カップリング曲「ガラスの花」は、本シングル盤では唯一工藤が ″愛絵里″ 名義で作詞し、作曲は ″弦一徹″ の名でストリングス・アレンジなど行う落合徹也が手がけた楽曲。
「バロックパール」では、ソロ・デビュー当時から数多の詞の提供を受けている松井五郎が作詞を手掛けた。松井の作詞による新曲は、シングル「雨夜の月に」（2007年5月23日発売、PCCA-70188）カップリング曲「存在」以来5年半ぶりとなる。
発売当時プレスには、CDパッケージフィルムに前述のタイアップ情報を記載したシールが貼られた。
シングルCDには、もうひとつの25周年記念作品であるCD-BOXセット『SHIZUKA KUDO ORIGINAL ALBUM COLLECTION』（PCCA-03797）と連動した応募企画の概要を記載したフライヤーが封入された。

## 収録曲
1. キミがくれたもの（5分55秒）
作詞・作曲：絢香 / 編曲：松浦晃久
2. ガラスの花（5分3秒）
作詞：愛絵里 / 作曲・編曲：弦一徹
3. バロックパール（3分43秒）
作詞：松井五郎 / 作曲・編曲：REO
4. キミがくれたもの -Karaoke-（5分55秒）
5. ガラスの花 -Karaoke-（5分3秒）
6. バロックパール -Karaoke-（3分41秒）